# Kamień (Włodawa)
Kamień (pronunciación en polaco: /ˈkamjɛj̃/) es un pueblo en el distrito administrativo de Gmina Stary Brus, dentro del Distrito de Włodawa, Voivodato de Lublin, en el este de Polonia. Se encuentra aproximadamente 5 kilómetros al norte de Stary Brus, 20 kilómetros al oeste de Włodawa, y 57 kilómetros al noreste de la capital regional, Lublin.